# Orcs Must Die! 2
Orcs Must Die! 2 is een torenverdedigingscomputerspel ontwikkeld en uitgegeven door Robot Entertainment. Het spel werd wereldwijd uitgegeven op 30 juli 2012 voor Microsoft Windows. Het spel is een vervolg op Orcs Must Die!.

## Gameplay
Net zoals zijn voorganger is Orcs Must Die! 2 een variatie op het torenverdediginggenre. Tijdens het spel kan de speler kiezen om als War Mage of Sorceress te spelen. Het doel in het spel is om te voorkomen dat de Orks, die uit zogenaamde Rifts komen, door de deuren aan de andere kant van het level ontsnappen. Om dit te bereiken heeft de speler een groot aantal verschillende vallen tot zijn beschikking. Deze vallen variëren van pijlschietende muren tot vloerpanelen die vijanden bevriezen. Tevens kan de speler een aantal humanoïden inzetten, zoals boogschutters, een sterke krijger of dwergen die ontplofbare tonnen gooien. Ook heeft de speler zelf een aantal wapens, waarmee vijanden gedood kunnen worden die niet door de vallen zijn gedood. De War Mage gebruikt vooral een hagelgeweer en de Sorceress een magische staf. De vijanden arriveren in golven. Om een bepaald aantal golven (rond de drie), krijgt de speler een pauzemoment waar nagedacht kan worden over de strategie.
Als een vijand toch door een deur ontsnapt gaat er een bepaald aantal punten van de speler zijn totaal af. Dit hangt af van de sterkte van de vijand. Als het aantal punten naar nul gebracht wordt, verliest de speler. Aan het einde van een spel krijgt de speler een aantal schedels, afhankelijk van het aantal gedode vijanden en het aantal van het bovengenoemde aantal punten.

## Ontvangst
| Beoordeeld door        | Datum            | Score |
| ---------------------- | ---------------- | ----- |
| Game Informer Magazine | 30 juli 2012     | 92%   |
| IGN                    | 27 juli 2012     | 90%   |
| ComputerGames.ro       | 24 augustus 2012 | 90%   |
| DarkZero               | 30 juli 2012     | 90%   |
| PC Games (Duitsland)   | augustus 2012    | 81%   |
| Eurogamer.net (GB)     | 27 juli 2012     | 80%   |
| Metro.co.uk            | 30 juli 2012     | 80%   |
| Gamer.nl               | 6 augustus 2012  | 75%   |
| Games.cz               | 4 september 2012 | 70%   |
| G4 TV: X-Play          | 2 augustus 2012  | 70%   |